# V.I. Warshawski - kvinna med rätt att döda
V.I. Warshawski - kvinna med rätt att döda (engelska: V.I. Warshawski) är en amerikansk långfilm från 1991 i regi av Jeff Kanew, med Kathleen Turner, Jay O. Sanders, Charles Durning och Angela Goethals i rollerna. Filmen bygger på en serie böcker om karaktären V. I. Warshawski av Sara Paretsky.

## Handling
Victoria "V.I" Warshawski (Kathleen Turner) är en privatdetektiv i Chicago. Hon lovar att vara barnvakt åt sin nya pojkvän, men han blir mördad. Hon blir vän med pojkvännens dotter Kat och tillsammans försöker de lösa fallet.

## Rollista
| Kathleen Turner   | – Victoria 'V.I.' Warshawski      |
| Jay O. Sanders    | – Murray Ryerson                  |
| Charles Durning   | – Det. Lt. Bobby Mallory          |
| Angela Goethals   | – Kat Grafalk, Bernard's Daughter |
| Nancy Paul        | – Paige Wilson Grafalk            |
| Frederick Coffin  | – Horton Grafalk                  |
| Charles McCaughan | – Trumble Grafalk                 |
| Stephen Meadows   | – Bernard 'Boom-Boom' Grafalk     |
| Stephen Root      | – Mickey                          |